# Chris Waddle
Christopher Roland Waddle, mais conhecido como Chris Waddle (Felling, 14 de dezembro de 1960), é um futebolista, treinador de futebol e comentarista esportivo inglês.

## Carreira

### Início
Waddle iniciou sua carreira profissional no Newcastle United, aos dezenove anos. Antes, defendeu diversas equipes amadoras da região, trabalhando ao mesmo tempo em uma fábrica de salsichas e tortas de carnes para se sustentar, tendo ainda, tentado ingressar nas categorias de base do Sunderland e Coventry City, mas sendo reprovado nos testes.

### Destaque
De início, Waddle foi reserva na equipe, passando a ter destaque a partir da segunda temporada e, em sua quarta temporada, firmou uma grande parceria com Kevin Keegan, quando marcou dezoito tentos na temporada, conseguindo o acesso para a primeira divisão. Em sua primeira temporada disputando a primeira divisão, teve outro impressionante desempenho, garantindo uma transferência para o Tottenham Hotspur, que pagou 590 mil libras.
No Tottenham, continuou mantendo seus níveis de atuações. Em sua segunda temporada, foi finalista da Copa da Inglaterra, mas perdendo o título, ironicamente, para o Coventry. Em sua quarta e última temporada no clube, teve seus melhores desempenhos desde o Newcastle, chamando a atenção dos principais clubes do futebol europeu, sendo contrato pelo Olympique de Marseille, que tenta se tornar a nova força dominante do continente. O clube pagou quatro milhões e meio de libras por seu passe.

### Ídolo na França
Em sua primeira temporada na equipe, conquistou seu primeiro título na carreira e, o primeira dos três que conquistaria durante seu período no Marseille. Na temporada seguinte, viveria uma grande frustração, quando terminou com o vice-campeonato da Copa dos Campeões, sendo batido nos pênaltis pelo surpreendente Estrela Vermelha, da então Iugoslávia. A frustração foi amenizada com a conquista do segundo título francês. Em sua terceira e última temporada no clube, conquistou seu terceiro título francês.
Durante sua passagem na França, Waddle formou grande parceria com o ídolo local Jean-Pierre Papin, recebendo o apelido de "Magic Chris" devido a seu ótimo drible, visão de jogo e precisão nos cruzamentos para a área. Anos depois, também foi considerado o segundo melhor jogador da história do Marseille, ficando atrás apenas de Papin e, considerado o melhor inglês a atuar no futebol francês.

### Retorno à Inglaterra e primeira aposentadoria
Retornou ao futebol inglês, defendendo o tradicional Sheffield Wednesday, que pagou um milhão e meio de libras. Durante suas quatro temporadas no clube, viveu seus principais momentos na primeira, quando foi finalista da Copa da Liga e da Copa da Inglaterra, mas perdendo para o Arsenal as duas finais. E, mesmo com a modésta sétima posição no campeonato, foi eleito o melhor jogador.
Apesar dos bons momentos no Sheffield, não permaneceu no clube, se transferindo para o Falkirk. Apenas quatro partidas depois, deixava o clube para assinar com o Bradford City, onde teve um relapso de seu auge. Na temporada seguinte, assinou com o Sunderland, mas permaneceu durante pouco tempo, se transferindo para o Burnley, onde também foi o treinador durante o período. Passou ainda por Torquay United, Worksop Town, Glapwell e Stocksbridge Park Steels, antes de encerrar a carreira no último.

### Seleção Inglesa
Tendo defendido as categorias de base da Seleção Inglesa, Waddle estreou na principal aos vinte e quatro anos, tendo acontecido contra a Irlanda, em março de 1985. Esteve presente no Mundial de 1986 como reserva e, na fracassada campanha na Eurocopa 1988. Sua maior frustração na seleção aconteceu nas semifinais na Copa de 1990, quando desperdiçou sua cobrança na disputa por pênaltis, garantindo a classificação da Alemanha para à final. Se aposentou no ano seguinte, tendo disputado sessenta e duas partidas, marcando seis gols.

### Volta aos gramados
Onze anos após sua aposentadoria, Waddle decidiu voltar a jogar, aos 52 anos. O clube escolhido por ele no seu regresso aos gramados foi o Hallam (time amador de Sheffield), que o escalou para um amistoso contra o Chesterfield, vencedor da partida por 6 a 2. Mesmo com a derrota, assinou contrato válido por uma temporada, exercendo-o paralelamente com a função de comentarista da ESPN.

## Títulos
Olympique de Marseille
- Campeonato Francês: 1989–90, 1990–91, 1991–92

### Individuais
- Seleção do Campeonato Inglês: 1984/85, 1988/89
- Melhor Jogador do Campeonato Inglês: 1993